# Hansta
Hansta est un quartier du district de Järva à Stockholm en Suède.

## Description
Hansta est une zone naturelle située à Västerort, dans le district le plus au nord de Stockholm. Depuis 1999, la plus grande partie du Hansta est la réserve naturelle de Hansta, qui borde la réserve naturelle de Järvafältet. La zone a été transférée en 1981 de la commune de Sollentuna à la commune de Stockholm. 
Hansta a été classé comme constituant son propre quartier à la fin des années 1980 mais n'a pas été traitée comme telle dans les contextes statistiques où Hansta est comptée comme faisant partie d'Akalla.

## Histoire
Norra Järva a été planifiée dans les années 1960 comme un projet du programme million. 
Un plan général pour la zone a été élaboré par les architectes Jon Höjer et Sture Ljungqvist en 1967, la proposition signifiait que le centre des nouveaux quartiers serait situé à Hansta, également appelée ville de Järva. 
Une forte mobilisation publique s’est opposée à la proposition, qui a été abandonnée, en partie parce que la situation économique s’est détériorée.
En 1982, la ville de Stockholm a racheté le territoire du quartier à la commune de Sollentuna. 
Dans ce cadre, cinq bureaux d'architectes ont fait des propositions, le quartier était prévu pour 20 000 habitants, 7 500 appartements ainsi que des espaces de travail, des services et deux stations de métro. 
Un plan général pour Hansta fut élaboré en 1983. 
Les critiques furent à nouveau vives contre ces plans et ce projet fut également abandonné.
Une des personnes impliquées dans la campagne Rädda Hansta (Sauvez Hansta) était Astrid Lindgren, en son honneur une montagne de 55 mètres de haut à l'intérieur de la réserve naturelle a été nommée avec une pierre commémorative érigée en mai 1989 (voir la montagne d'Astrid Lindgren).

## Réserve naturelle d'Hansta
En décembre 1999, la plus grande partie de Hansta a été classée réserve naturelle d'Hansta (sv). 
La zone a une composition mixte, ici on trouve des forêts de conifères plus anciennes, des prairies, des forêts de feuillus et des pâturages. 
De nombreux animaux y prospèrent 
La nature de Hansta est appréciée aussi bien par les cueilleurs de champignons que par les cueilleurs de baies.

## Galerie

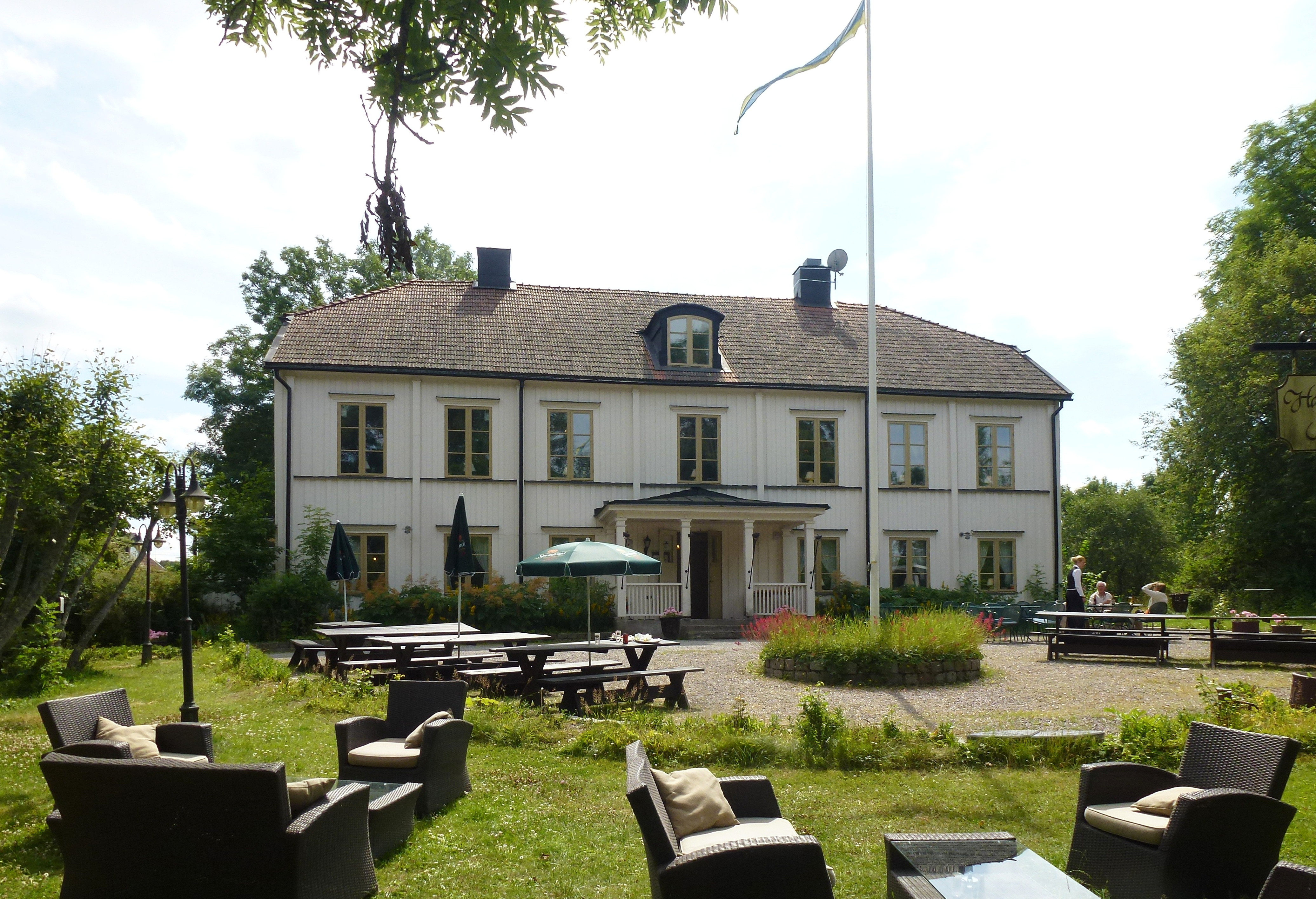
Hägerstalunds gård.
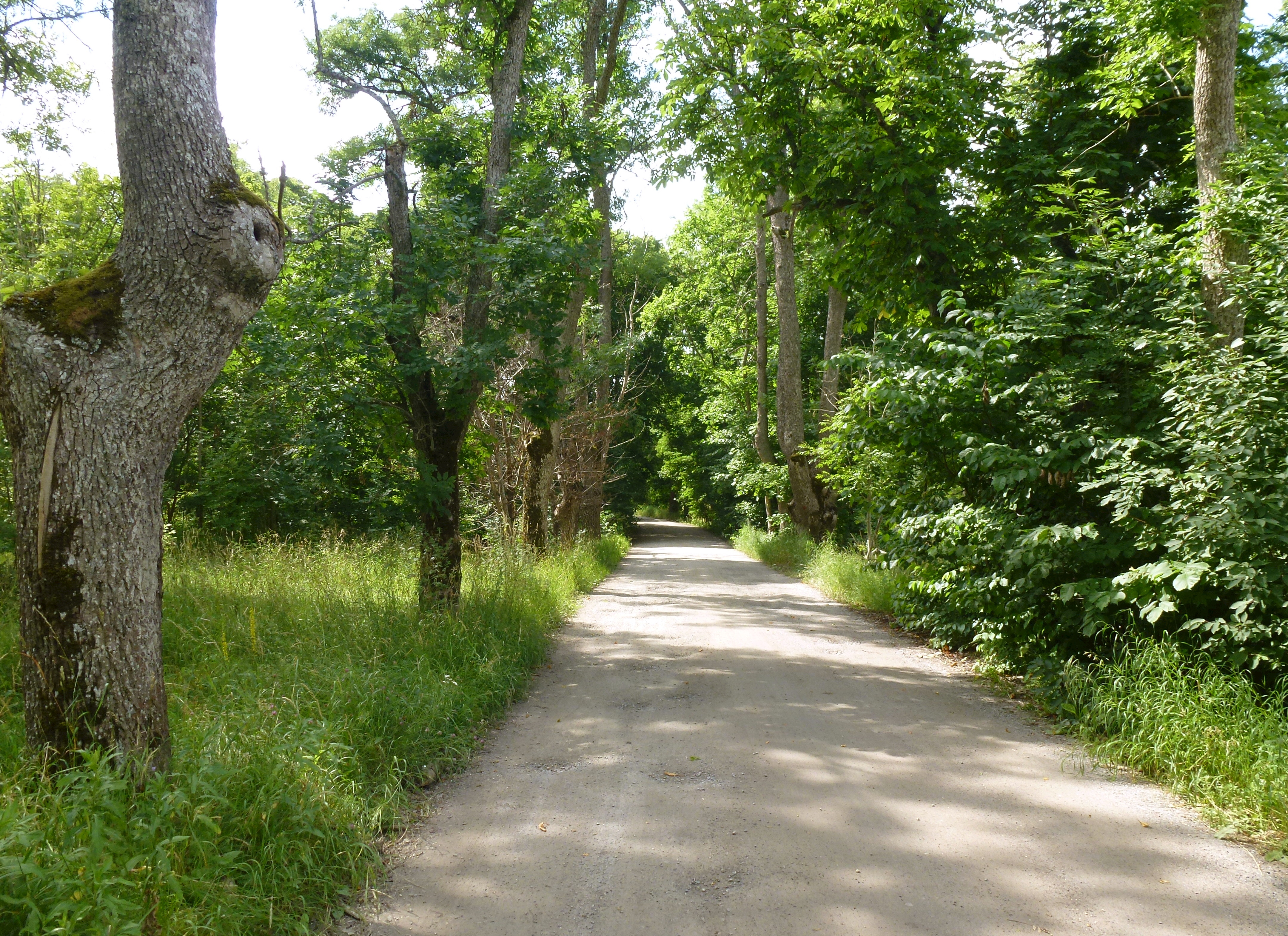
L'ancienne route Häradsvägen.
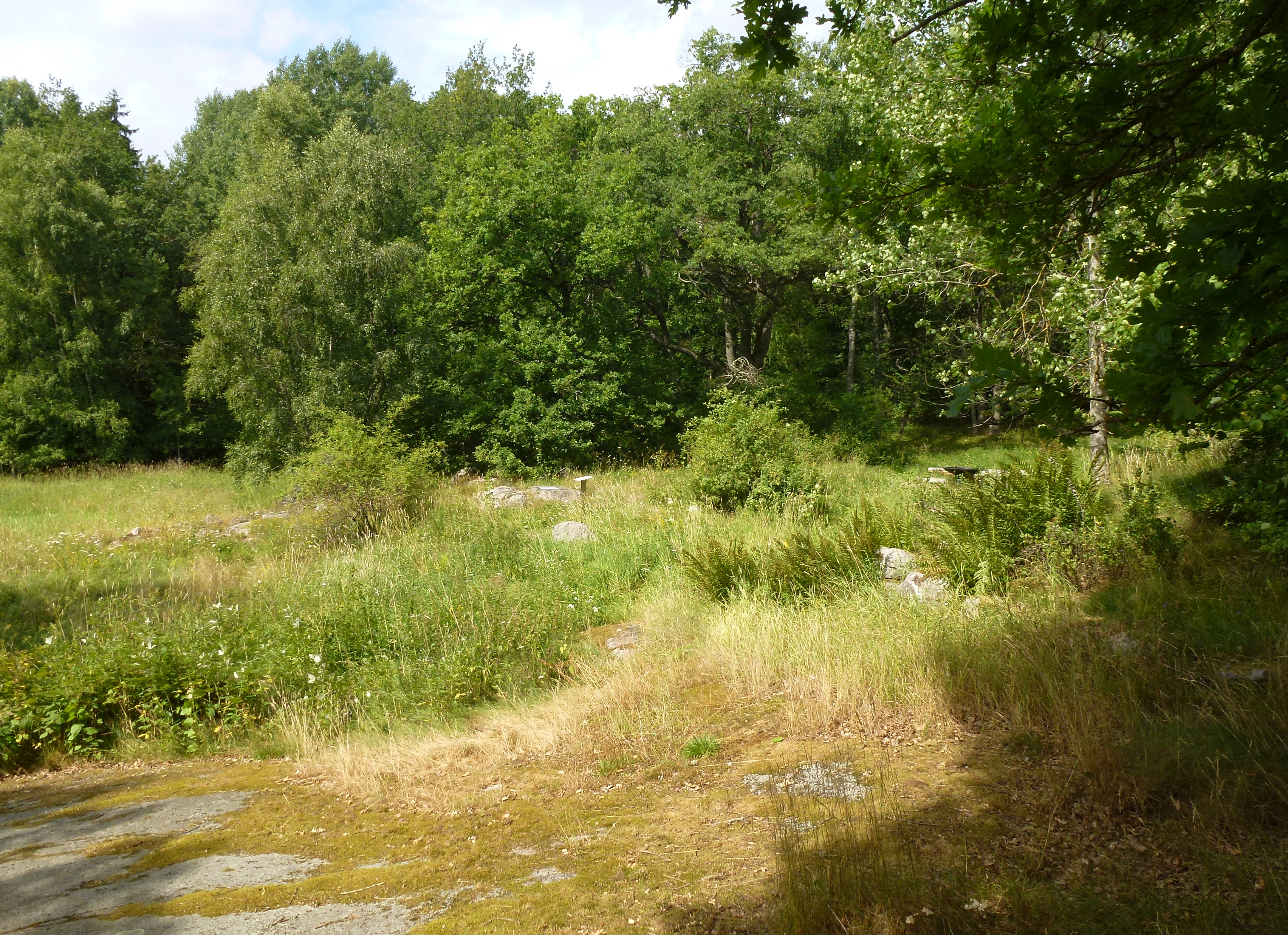
Réserve naturelle.